# Antigone canadensis

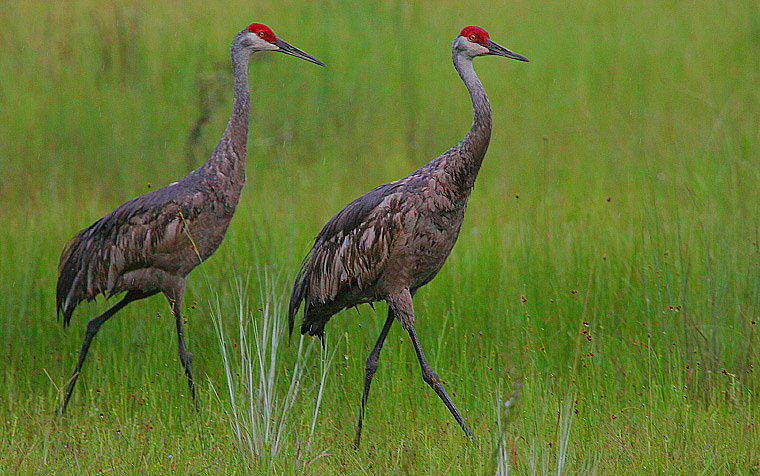
Gru canadesi sotto la pioggia in Florida (USA).

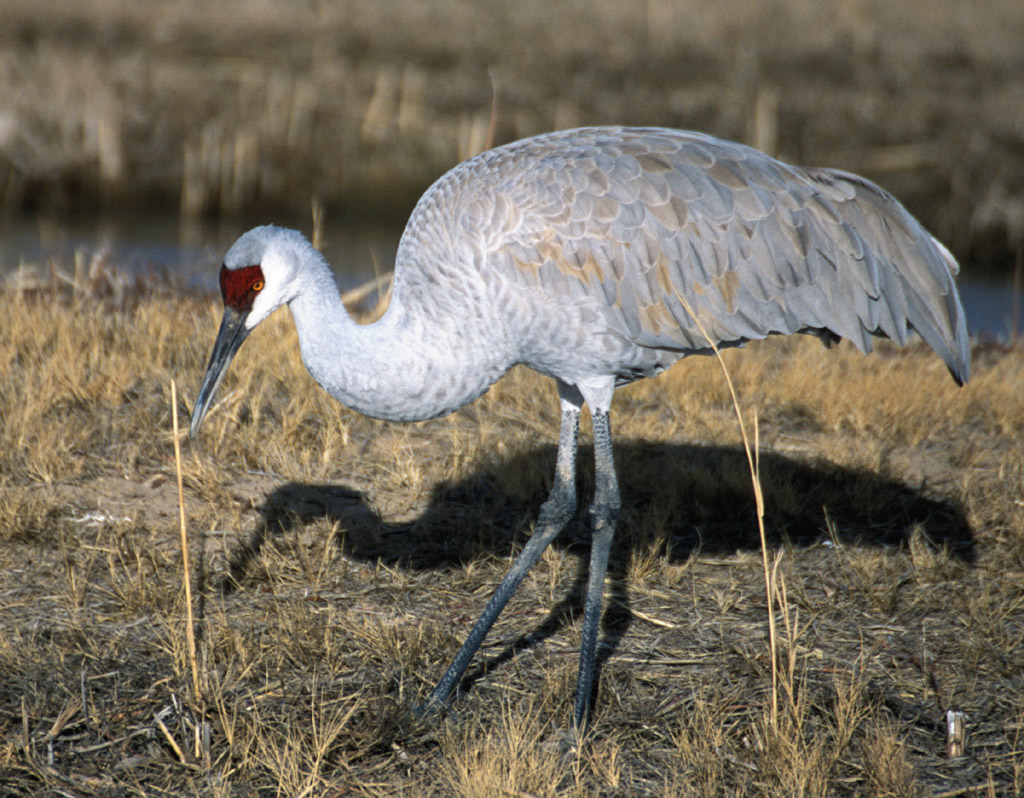
Gru canadese in New Mexico (USA).

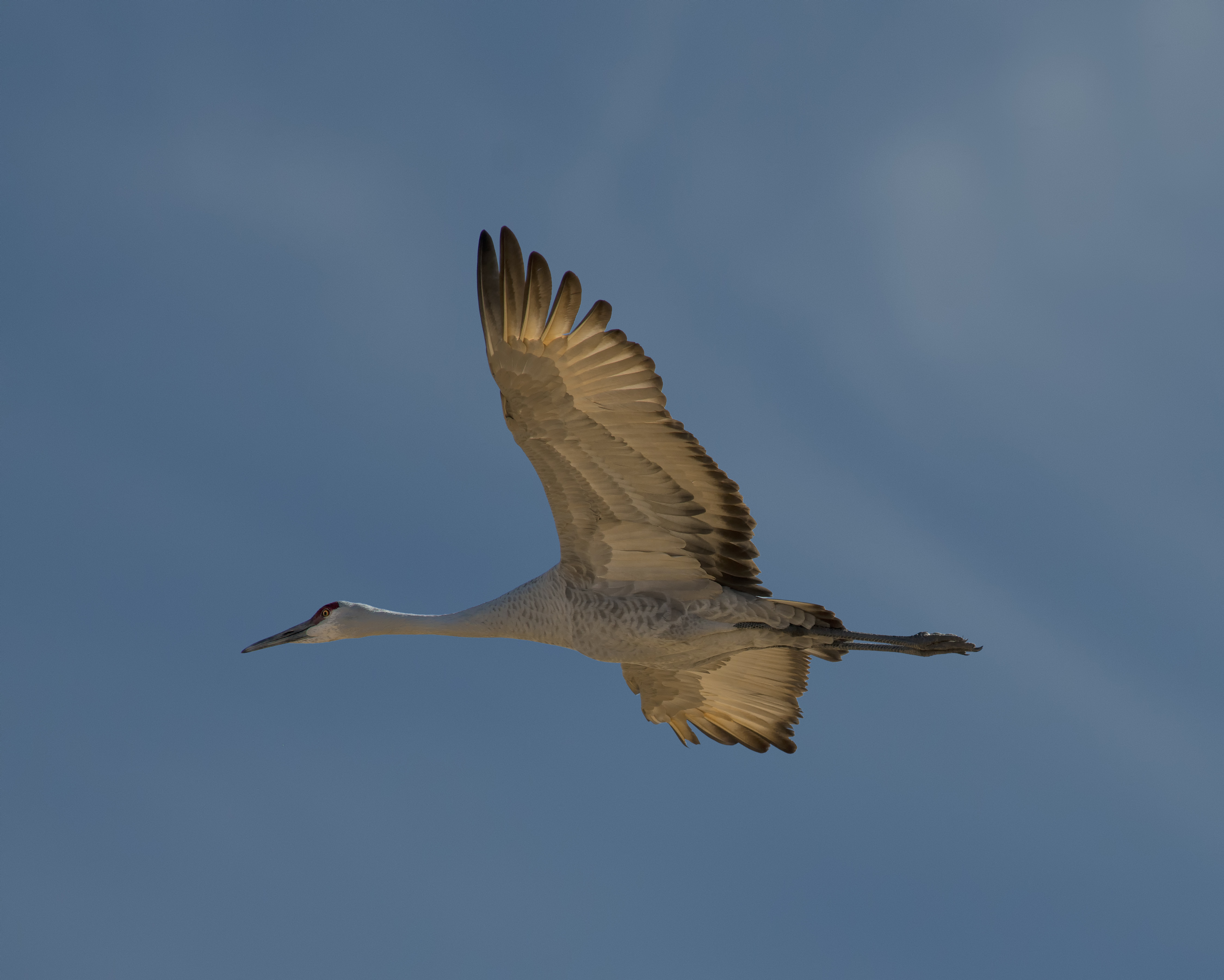
Gru canadese in volo.

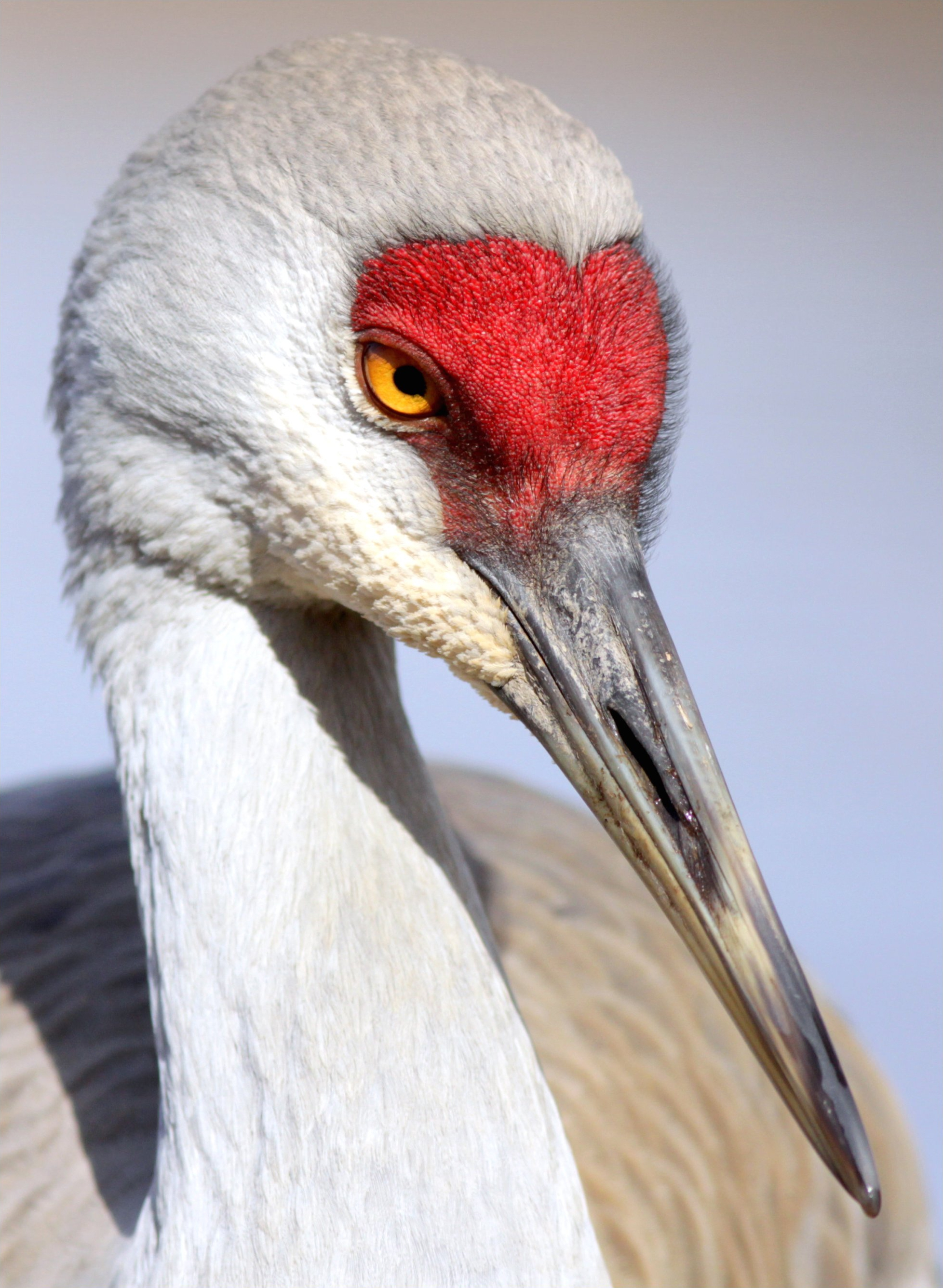
Primo piano di un esemplare in Columbia Britannica (Canada).

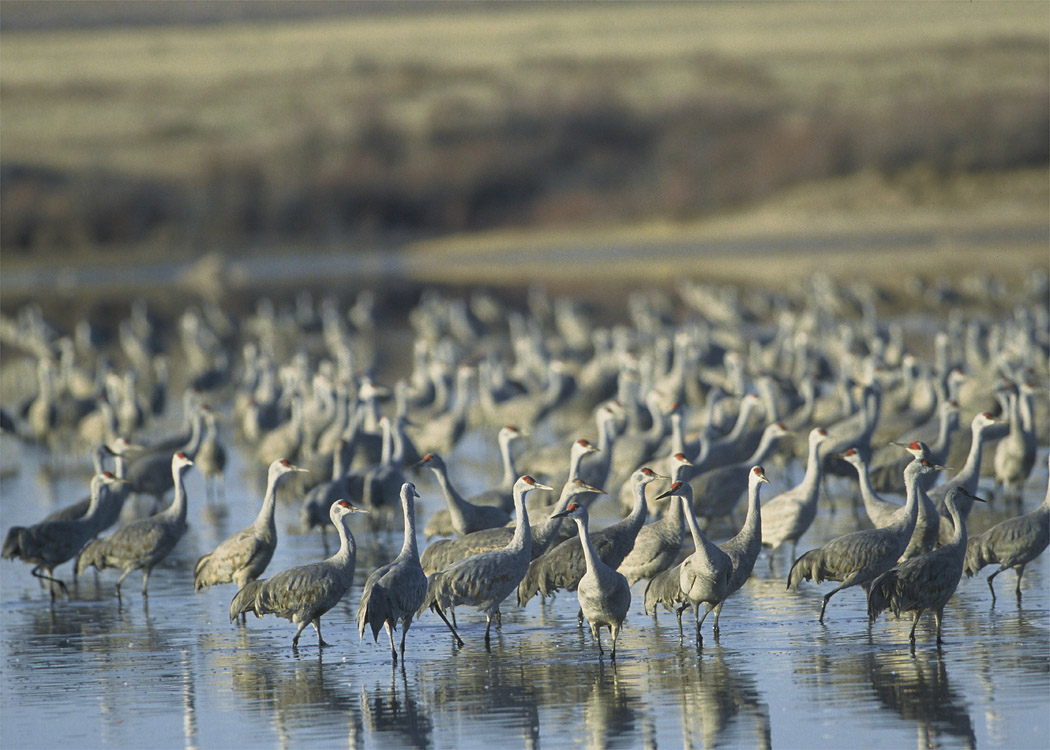
Stormo di gru canadesi nel rifugio naturale nazionale di Muleshoe.

La gru canadese (Antigone canadensis Linnaeus, 1758) è una specie appartenente alla famiglia dei Gruidi diffusa in America del Nord e nell'estremità nord-orientale dell'Asia. È di colore grigio-marrone uniforme e gli esemplari adulti presentano una macchia glabra rossa sulla fronte, le guance bianche e un lungo becco appuntito.
La popolazione complessiva viene stimata in 650.000 individui. Mentre la gru canadese minore (A. c. canadensis) e la gru canadese comune (A. c. rowani) non sono considerate minacciate, la popolazione delle gru del Mississippi (A. c. pulla) è diminuita drasticamente a causa dell'inquinamento fluviale e attualmente, di questa sottospecie, si contano solo da 120 a 300 esemplari adulti.

## Descrizione

### Adulto
Non vi è dimorfismo sessuale. La lunghezza del corpo varia da 88 a 120 centimetri, quella effettiva del corpo - cioè dalla base del collo alla coda - è sui quaranta-cinquanta centimetri. Le femmine sono di solito leggermente più piccole dei maschi. L'apertura alare è compresa tra 160 e 210 centimetri. Il peso piò raggiungere i 3–6 kg. L'iride va dall'arancio al bruno-arancio, il becco è marrone. Le zampe e i piedi sono di colore grigio scuro.
La fronte e la sommità del capo della gru canadese non sono ricoperte di piume, bensì di setole sparse e corte simili a peli. Il mento e la gola sono bianchi, il resto del piumaggio è grigio fumo, con il lato superiore del corpo leggermente più scuro rispetto a quello inferiore. Il piumaggio usurato spesso assume una sfumatura marrone. Durante il periodo della muta il piumaggio è colorato dagli ossidi di ferro contenuti nell'acqua, e di conseguenza il piumaggio del dorso assume un colore rosso ruggine.

### Giovane
Quando escono dall'uovo i pulcini sono ricoperti da un piumino di colore castano scuro sulla sommità della testa, sulla parte posteriore del collo, sulla schiena e sulle ali. La parte superiore del corpo, il petto e la parte anteriore del collo, invece, sono nettamente più chiari e presentano una tonalità rossastra. L'addome e la gola sono di colore grigio-biancastro. Il secondo piumino assomiglia al primo, ma nel complesso appare meno contrastato.
In abito giovanile, le gru presentano inizialmente testa e collo rossastri. La parte superiore del corpo è di colore grigio-rossastro e quella inferiore grigio sporco. Nell'abito del loro primo autunno-inverno, hanno il collo e la testa grigi; quest'ultima, in questo periodo dell'anno, è ancora completamente ricoperta di piume. La fronte e la nuca nude, caratteristiche delle gru canadesi adulte, appaiono per la prima volta nei giovani quando indossano il loro primo abito primaverile. I giovani sono ora in gran parte simili agli adulti, ma hanno ancora delle piume rossastre. Nel secondo autunno l'area di pelle nuda sulla fronte e sul vertice è completamente formata.

### Locomozione
Per alzarsi in volo, le gru canadesi devono prima prendere una breve rincorsa di alcuni passi. Come altre specie di gru, volano in linea retta con battiti d'ala ampi e potenti, assumendo spesso la formazione a cuneo caratteristica di questi uccelli.
Sul terreno, le gru canadesi procedono con passi ampi e calmi e sono anche in grado di nuotare.

### Voce
Le gru canadesi emettono richiami molto forti e perseveranti. Il loro grido simile ad uno squillo di tromba ricorda una «R» gutturale. Grazie alle continue urla che vengono emesse in volo, è possibile distinguere questia animali dagli aironi quando volano a grande altezza.
Come quelle di altre specie di gru, anche le coppie di gru canadesi si esibiscono in duetti canori. I due uccelli si pongono con le zampe parallele a una distanza di due o tre metri l'uno dall'altro. È il maschio a dare il via al duetto. Quando lancia il suo richiamo, il maschio tiene le ali sollevate, il collo rivolto verso l'alto e leggermente esteso all'indietro. Il becco punta verso l'alto. Anche la femmina tiene il collo teso verso l'alto, ma mantiene il becco in posizione orizzontale. Emette i richiami in risposta a quelli del compagno e tace quando questo termina la sua esibizione.
I duetti di coppia hanno più funzioni. Vengono effettuati sia nei terreni di nidificazione che in quelli di svernamento, ma hanno la funzione principale di dichiarare il possesso del territorio.

## Biologia

### Alimentazione
La dieta delle gru canadesi comprende una vasta gamma di insetti, piante acquatiche, invertebrati e roditori, nonché semi e bacche. Tuttavia, questi uccelli si nutrono principalmente di vegetali. Ad esempio, nella penisola dei Ciukci, la dieta estiva è costituita prevalentemente dalle bacche di Empetrum, ma anche dai frutti del camemoro e del mirtillo rosso. Questa viene integrata con insetti e roditori. In Alaska e nel Canada settentrionale, le gru canadesi mangiano vari tipi di bacche oltre a pesci, molluschi e insetti volanti. Mangiano anche uova e pulcini di oche delle nevi e pernici bianche.
Nei loro terreni di svernamento, le gru canadesi si nutrono principalmente di grano, orzo e chicchi di mais che trovano nei campi dopo la mietitura. Inoltre, assumono anche proteine animali sotto forma di roditori, pesci, rettili, rane, insetti e molluschi.

### Riproduzione
Le gru canadesi raggiungono la maturità sessuale all'età di tre o quattro anni. Sono una specie monogama che stabilisce rapporti coniugali che si protraggono per diversi periodi riproduttivi.

#### Nido
Le gru canadesi nidificano tra la vegetazione ripariale delle zone umide. Il sito di nidificazione è di solito situato in un punto asciutto. Anche nelle tundre di muschi e carici particolarmente paludose, le gru costruiscono i loro nidi su piccole elevazioni spesso circondate dall'acqua. I nidi sono sorprendentemente diversi l'uno dall'altro nell'aspetto. Gli uccelli che si riproducono nelle praterie e nelle savane spesso non costruiscono nidi, ma depongono le uova sulla nuda terra. In generale, comunque, i nidi sono dei cumuli fatti di steli secchi di carice ed erioforo ben pressati, ai quali vengono aggiunti anche ciuffi di erbe varie, rami di piccoli arbusti e ciuffi di muschi e licheni. In rari casi, i nidi possono essere molto massicci, consistendo in rami relativamente spessi di salici e betulle nane, tenuti insieme con l'aiuto di ciuffi secchi di muschio e licheni.
Il nido viene utilizzato solo una volta: le gru canadesi ne costruiscono uno nuovo ogni anno.
La covata consiste di due uova di colore variabile dal verdognolo o marroncino al verde oliva con macchie bruno-rossastre di varie dimensioni, forma e densità. Entrambi i genitori si dedicano alla loro cova, che dura 29 o 30 giorni.

#### Allevamento dei piccoli
A differenza di quanto si riscontra in altre specie, ad esempio nella gru monaca, tra i due fratelli vi è competizione. Questo, tuttavia, non porta necessariamente alla morte di uno dei due giovani. Lo scontro termina quando viene stabilito chi dei due pulcini ha il predominio. Di regola, solo uno dei due giovani raggiunge l'età dell'involo.
Non appena i giovani hanno lasciato il nido, il gruppo familiare inizia a vagare attraverso i loro terreni di nidificazione. All'età di circa un mese e mezzo, i giovani sono in grado di alzarsi in volo e partecipano con i genitori alla migrazione autunnale.

#### Rapporti con la gru americana
In passato i biologi conservazionisti, nel tentativo di salvare la rara gru americana, cercarono anche di sottrarre uova dai nidi di questa specie per farle incubare da coppie di gru canadesi. Tuttavia il programma fallì, perché, una volta cresciute, le gru americane riconoscevano come partner sessuali le gru canadesi.

### Migrazione

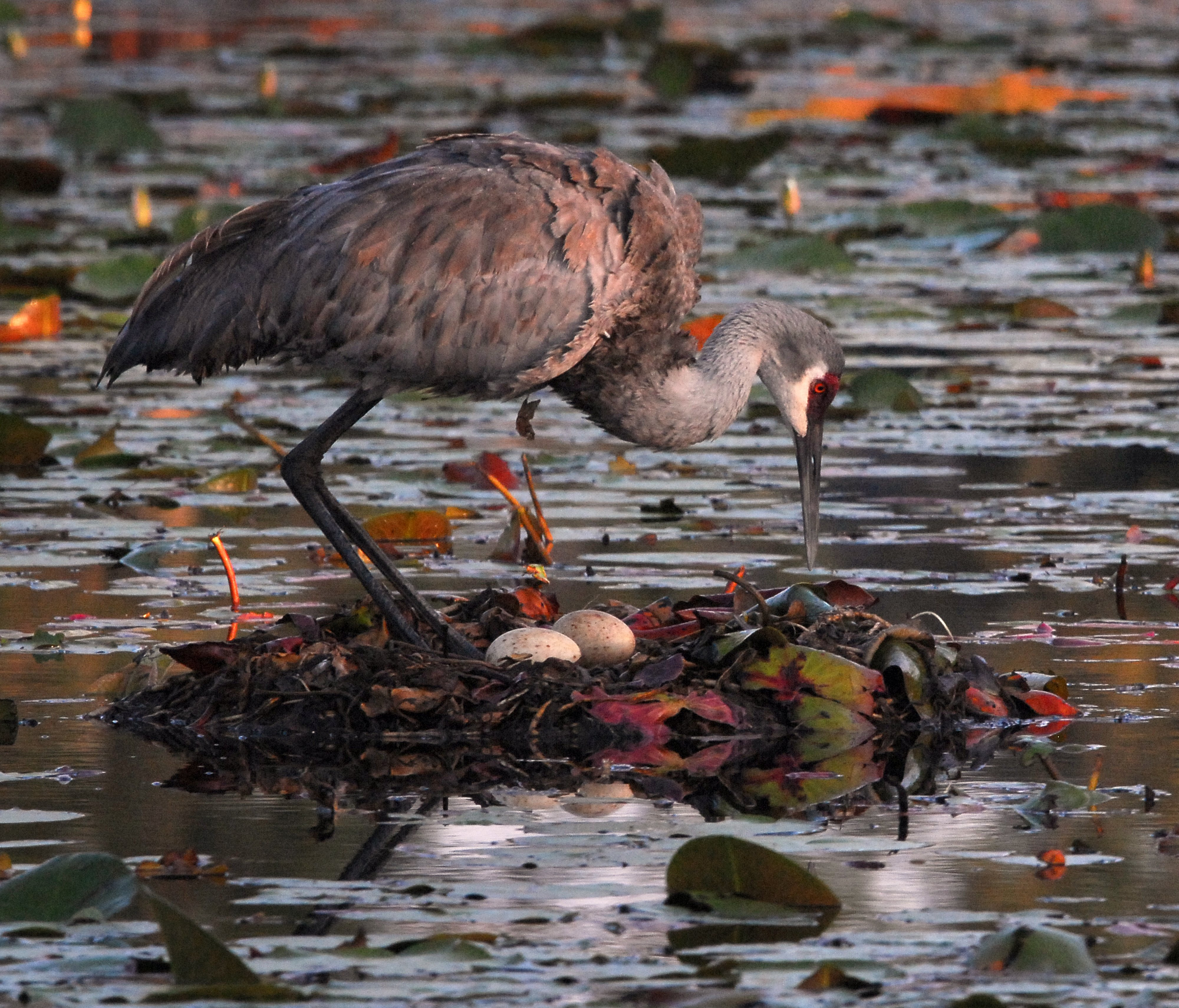
Gru canadese nel nido.

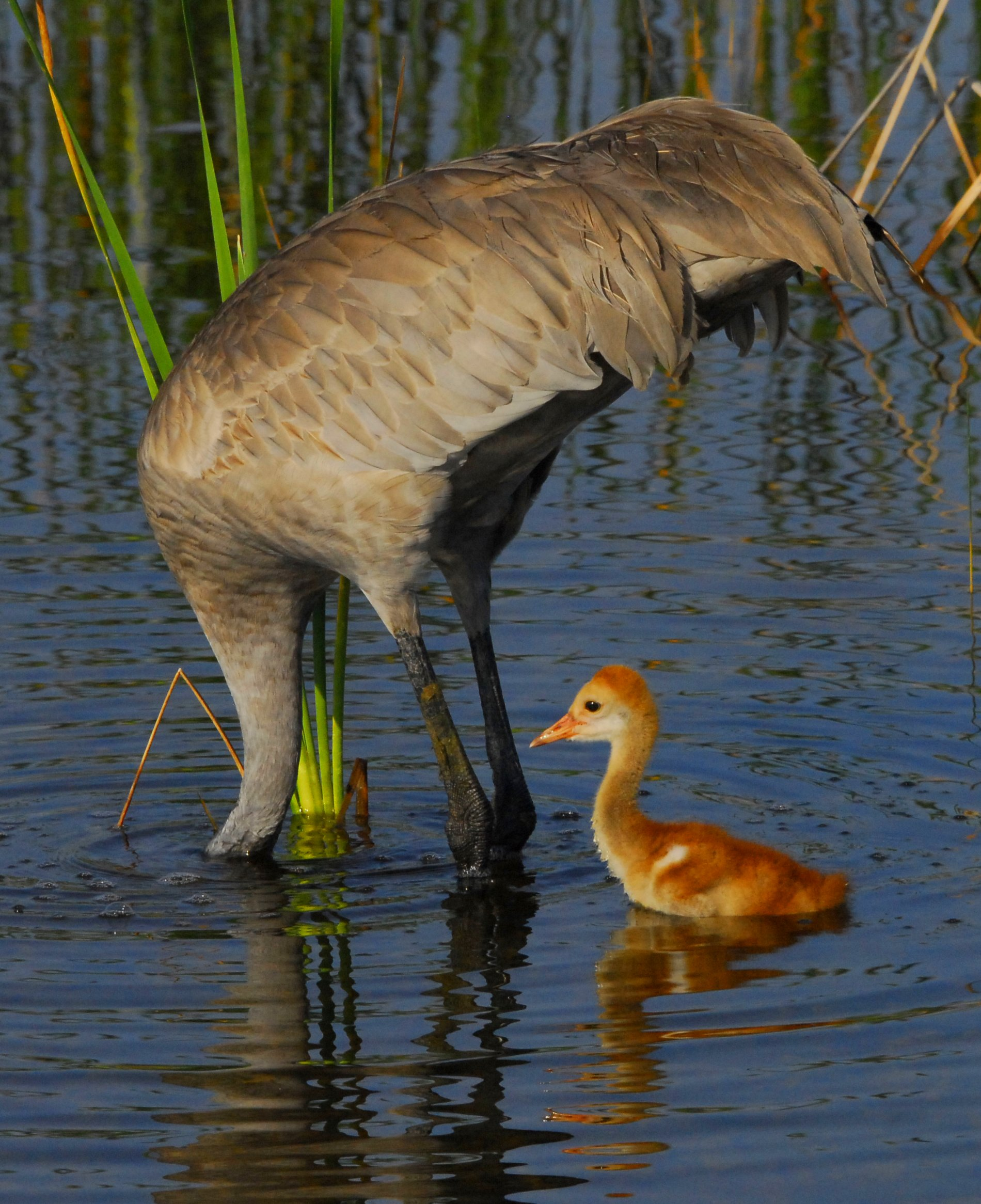
Gru canadese in cerca di cibo con il piccolo.

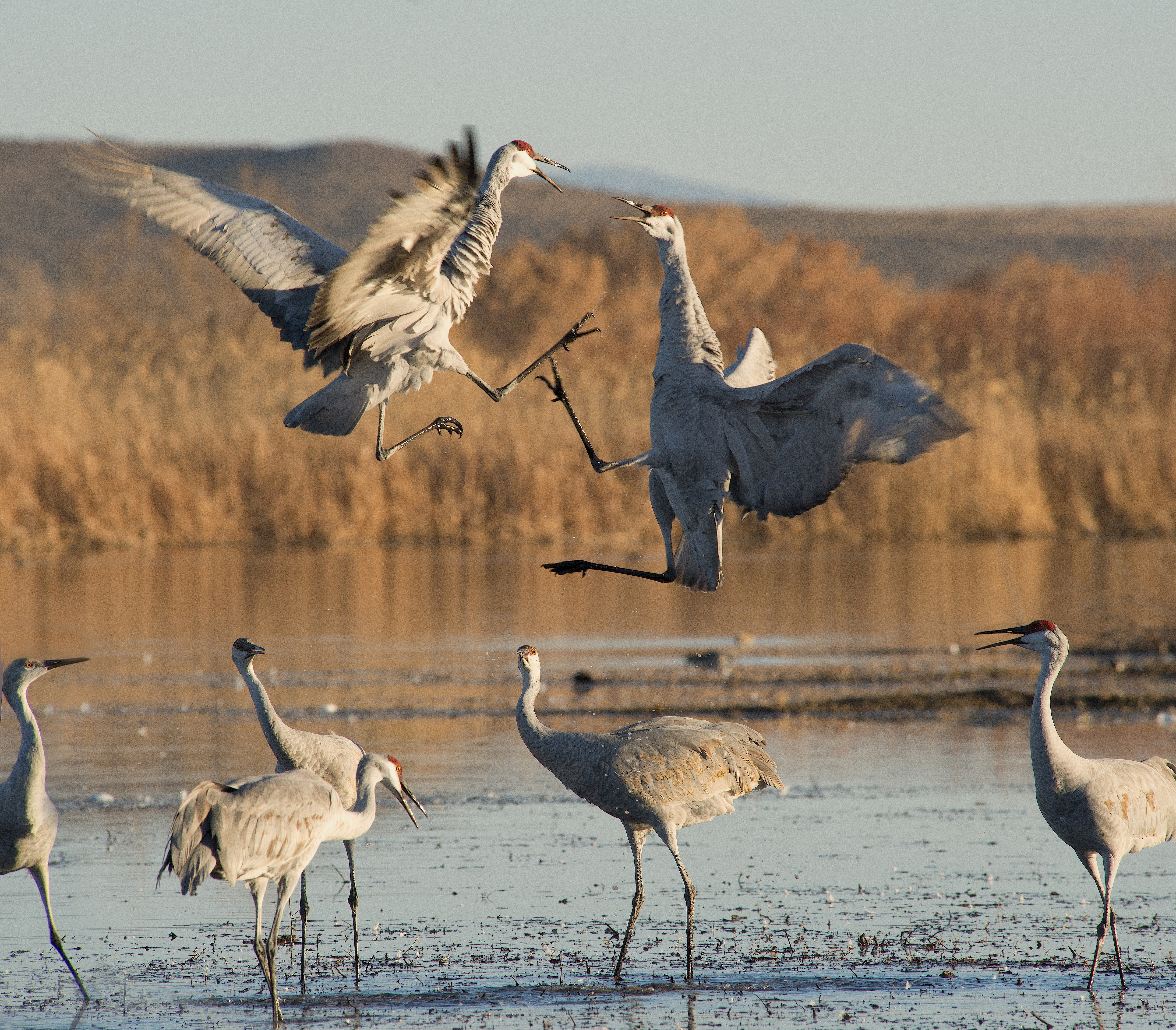
Comportamento antagonistico tra gru canadesi.

Delle sei sottospecie di gru canadese, tre intraprendono viaggi migratori. La gru canadese minore nidifica nelle regioni artiche e subartiche di Canada settentrionale, Alaska e Asia nord-orientale e trascorre l'inverno negli Stati Uniti sud-occidentali e nel Messico settentrionale.
In Asia il ritiro dai luoghi di nidificazione inizia già alla fine di giugno. Il periodo della migrazione primaverile dipende dalle condizioni meteorologiche. Nelle annate in cui la primavera è più precoce, le gru canadesi ricompaiono nei loro terreni di nidificazione asiatici già nei primi giorni di maggio. Fondamentalmente, gli esemplari che compiono la migrazione primaverile sono più concentrati rispetto a quelli che migrano in autunno: di conseguenza, gli stormi che si osservano in autunno sono significativamente più piccoli.
Gli uccelli che vivono negli Stati Uniti sud-occidentali devono effettuare un viaggio di 8000 chilometri per raggiungere i siti di nidificazione, seguendo la costa dell'oceano Pacifico a ovest delle Montagne Rocciose. All'interno della famiglia dei Gruidi, la gru canadese è quindi la specie che percorre la rotta migratoria più lunga.
In primavera, le gru che nidificano in Asia attraversano lo stretto di Bering dalla penisola di Seward, passano a sud dell'isola di Grande Diomede e raggiungono il continente asiatico a sud del golfo di Lavrentija e attraversano la baia di Mečigmen e l'istmo omonimo. Quando raggiungono il mare di Bering, volano a un'altitudine compresa tra 2000 e 2400 metri ad una velocità compresa tra 60 e 65 km/h. Sul mare, il fronte migratorio è largo da 10 a 12 chilometri e all'arrivo sulla costa si apre a ventaglio fino a raggiungere i 30-40 chilometri. Oltrepassata la pianura di Mečigmen, le gru canadesi riposano per diversi giorni nella tundra compresa tra i fiumi Ėrguveem e Nunjamovaam. Durante un periodo di 5-7 giorni, qui si raduna un gran numero di esemplari, che si disperdono mentre proseguono lungo le grandi vallate fino ai loro terreni di riproduzione. Più si avvicinano a questi ultimi, più il numero dei componenti dello stormo migratorio si assottiglia.
I quartieri di svernamento della gru canadese maggiore e della gru canadese comune comprendono California, New Mexico, Messico e Texas. Il fiume Platte in Nebraska è uno dei luoghi di sosta più famosi lungo la loro rotta migratoria verso i quartieri di svernamento. Circa 450.000 esemplari si riuniscono qui in primavera e in autunno. Nelle loro zone di svernamento, gli stormi di gru di solito si riuniscono per tutta la notte in acque poco profonde dal fondo fangoso o sabbioso. Al sorgere del sole, lasciano i dormitori per cercare cibo nei campi e nei prati paludosi.

## Distribuzione e habitat
La gru canadese è la specie di gru più numerosa. I suoi quartieri di nidificazione si trovano nelle paludi e nelle zone umide, nonché nelle savane e nelle praterie, del Canada centrale e settentrionale, dell'Alaska, di alcune zone del Midwest e degli Stati Uniti sud-occidentali, e dell'Asia nord-orientale. Quasi l'intero areale di riproduzione è situato in America del Nord. Nell'Asia nord-orientale, i quartieri di svernamento si estendono da Uėlen alle pianure alluvionali della Kolyma e della Alazeja a ovest, fino all'istmo di Kamčatka e alle pianure alluvionali della Penžina a sud-ovest.
In Asia, le gru canadesi popolano una vasta gamma di biotopi tipici della tundra pianeggiante e collinosa. Tra questi figurano distese di muschio e sponde di laghi con torbiere di erioforo, pendici e contrafforti di basse creste nella tundra montana, tundre paludose di muschi, carici e arbusti, torbiere subartiche di muschi, carici e arbusti nani con bassi pascoli e arbusti di Empetrum, Rhododendron tomentosum, mirtillo palustre e ontano, fondivalle di montagna, estuari di grandi fiumi e colline che circondano le pianure. In Asia si spingono raramente in regioni che superano i 500 metri di altezza, in terreni caratterizzati da pendenze superiori ai 25-30° e in pianure allagate in primavera.

## Tassonomia
All'interno della vasta area di distribuzione si distinguono sei sottospecie:
- A. c. canadensis (Linnaeus, 1758), la gru canadese minore; diffusa nelle regioni artiche e subartiche di America del Nord e Siberia orientale, sverna negli Stati Uniti sud-occidentali e nel Messico centro-settentrionale;
- A. c. rowani (Walkinshaw, 1965), la gru canadese comune; diffusa nelle regioni subartiche del Canada dalla Columbia Britannica all'Ontario settentrionale, sverna lungo la costa del Texas che si affaccia sul golfo del Messico, negli Stati Uniti sud-occidentali e nel Messico centro-settentrionale;
- A. c. tabida (J. L. Peters, 1925), la gru canadese maggiore; costituita da cinque popolazioni sparse nell'interno dell'America del Nord dall'isola di Vancouver alla regione dei Grandi Laghi, sverna negli Stati Uniti meridionali (dalla California fino alla Georgia e alla Florida) e nel Messico centro-settentrionale;
- A. c. pulla (Aldrich, 1972), la gru del Mississippi; sottospecie stanziale, diffusa nella regione sud-orientale dello Stato del Mississippi, negli Stati Uniti meridionali;
- A. c. pratensis (F. A. A. Meyer, 1794), la gru della Florida; sottospecie stanziale, diffusa nella Georgia sud-orientale e in Florida, negli Stati Uniti meridionali;
- A. c. nesiotes (Bangs e Zappey, 1905), la gru di Cuba; sottospecie stanziale, diffusa a Cuba e nell'Isola dei Pini.